# 帕亚松如
帕亚松如（意为“三佛塔镇”），另译浦亚栋素，是缅甸克倫邦下辖的一个镇，靠近缅甸—泰国边界。三塔山口将其与泰国边境小镇农卢隔开。帕亚松如也是缅甸克伦邦高加力縣賈因色基镇区帕亚松如分镇区（缅甸第四级行政区划）的治所。
帕亚松如是克伦族和孟族的家乡。叛军一直在该镇活动。自1990年以来，该镇一直处于缅甸国防军的控制之下，然而该地区仍时有发生战斗。
帕亚松如可以通过三塔山口从泰国一侧入境，边境可能不对外国游客开放。